# 신숙
신숙(申肅, 1885년 12월 29일 ~ 1967년 11월 22일)은 일제강점기 국민대표회의 부의장, 한국 독립군 참모장, 재만동지회 위원장을 역임한 독립운동가. 천도교인. 평산 신씨. 경기도 가평(加平) 출신이다.

## 생애
경기도 가평군 군내면 향교리에서 신석범의 아들로 태어났다. 출신으로 초명은 신태련(申泰鍊), 개명은 신태치(申泰癡), 호는 강재(剛齋)·시정(是丁)·치정(癡丁)을 사용하였다. 4대 독자로, 12살때부터 14세까지 지역에서 명망이 높던 한학자 이규봉 선생의 문하에서 한학을 공부했다.
1903년 4월 의병장 최도환의 둘째 딸 최백경과 혼인했다.
1903년 12월 동학에 입도하고, 1905년 부친의 반대를 무릅쓰고 동학교단에서 진보회를 중심으로 갑진개화운동을 전개하자 상경하여 즉시 반달을 하였다. 국민신보 기자로 6개월간 활동하였다. 국민신보가 친일성향을 보이자 1907년부터 천도교인 민영순의 소개로 탁지부 인쇄국 교정원으로 취업하여 4년간 근무했다. 이 무렵 김남수, 김남규 등과 함께 서울 용산에 4년제 문창학교를 설립하여 교감으로 학교운영에 진력을 다하였다. 이 학교 졸업생으로 이봉창 의사가 있다.
1909년 일진회 회장인 이용구 처단을 시도하였다.
1912년 1월 천도교 종학강습소 간사로 선임되었다가, 도사실서계원으로 선출되었다.
1914년 천도교 대구대교구장으로 선임되었다.
1917년 1월 천도교 중앙대종사 종법원 겸 의사원으로 전임되었다.
1919년 3·1독립운동 당시 천도교에서 경영하던 보성사에서 사장 이종일의 지휘 아래 김영륜과 같이 독립선언서를 교정·인쇄하는 데 참여하여 각 지방에 배포하였다. 그래 5월 1일 이인숙, 정광조 등 천도교 간부 28명과 함께 경성헌병사령부에 체포되어 서대문형무소에 수감되었다가 3개월 후 석방되었다.
1920년 4월 임시정부의 요청에 따라 천도교 대표로서 신상태와 함께 상해로 망명하여 임정요인인 안창호 등과 독립운동 방향에 대해 협의하였다. 당시 천도교 선천교구장 이군오와 의주대교구장 최석련 등은 최동오, 김의종, 이민창 등을 만주로 보내 독립운동을 지원하고 있었다. 박재혁(朴在赫)을 국내에 파견하여 부산경찰서에 폭탄을 투척하도록 하였다. <천도교의 실사>라는 소책자를 간행 선전자료로 활용하였다. 1920년 9월 북경으로가서 신채호, 박용만 등과 더불어 군사통일촉성회를 발기시켰다. 1920년 12월 22일 상해 대한인거류민단의사회의의 의원으로 선출되어 활동하였다. 신숙은 최동오, 김의종, 장경순, 이민창 등과 함께 천도교 상해 전교실을 설치하였으며, 천도교 이념에 입각한 통일당을 조직했다. 통일당 초기 총리에는 신숙, 정치붕장에 최동오, 경제부장에 김의종, 문화부장에 이민창 등이 선임되었다.
1921년 북경(北京)에서 신채호(申采浩)·박용만(朴容萬) 등과 함께 노령, 남/북만주/국내 8개 단체 대표들이 북경 서직문 근처에 모여 군사통일회의를 소집되었을 때 의장으로 추대되어 활동하였다. 또한 동년 5월에는 국내통일당 대표로서 천진(天津)민중대회에 참석하여 선언문에 서명하였다.
1922년 5월 10일 국민대표회의 준비위원회 위원으로 참여하여, 1923년 1월 내외 각 단체대표 140여인이 모여 회의가 개막되었으나 큰 성과는 거두지 못하였으며, 국민대표회의는 창립 5개월만에 창조파와 개조파의 극력한 대립으로 결렬되고 말았다. 동년 7월에는 대한민국 임시정부를 후원하기 위하여 시사책진회를 조직하여 회원으로 활동하였다. ㄱ
1923년 5월 상해에서 개최된 국민대표회의가 개조파의 탈퇴로 와해되자 윤해(尹海)가 의장으로, 그가 부의장으로 당선되어 전열을 재정비하고 의사를 진행하였으나 역시 별무성과로 회의가 파탄되었다.
1924년 만주 교하(蛟河)의 농촌에 정착하여 천도교 납법강종리원(拉法講宗理院)을 설립하고 학생 지도와 농촌계몽 및 교리 전파에 전력을 기울였다.
1925년 북만주 일대에서 교사와 농촌 계몽 활동을 하면서 홍진 등과 함께 민족유일당 운동을 전개하였다.
1926년 10월에는 중동선빈현 이도하자(中東線賓縣二道河子)의 삼청궁농장(三淸宮農場)으로 옮기고, 1927년 2월에는 송봉산(松峰山)의 개간농장으로 이주하여 신창학교(新彰學校)를 설립하고 교장이 되었다. 그리고 천도교 북경종리원에 체류하면서 빈현(賓縣)과 쌍성현(雙城縣)지방의 한인농장을 연합하여 쌍빈지방(雙賓地方) 자치회를 조직하고 그 위원장으로 추대되었으며, 신민부(新民府)의 요청으로 정의·신민·참의 3부 통합회의에 신민부 대표로 참석하기도 하였다.
1930년 북만주에서 홍진(洪震)·이청천(李靑天) 등과 한국독립당을 조직하고 동당 총무위원장·문화부장 등으로 활약하였고, 1931년 동북사변이 일어나자 한국독립군의 참모장으로 쌍성현 공략에 참전하기도 하였다. 그리고 한족자치연합회를 조직, 상무위원의 한사람으로 활동하였다.
1933년 한국독립군 참모장으로서 남경(南京), 상해(上海) 등지에 파견되어 국민당 정부와 군사적인 협력을 강구하였다.
1935년 12월 4일 노모가 위독하다는 소식을 듣고 만주로 가다가 영구(營口)항구에서 일경에게 체포되었으나 일제의 회유정책으로 1936년 3월 보석 석방되었다.
1945년 하얼빈에서 오광선(吳光鮮) 등과 같이 재만동지회(在滿同志會)를 조직, 위원장으로 추대되었다. 이 해 조직된 길림한국인회의 위원장에 당선, 피난민의 구제와 귀국의 알선 등으로 교포의 권익 보호에 진력하였다.
1946년 8월 봉천에서 개최된 동북한국교민총회 총회장으로 선출되었으며, 천진의 미군정 출장소를 방문해 한국인들의 귀국문제를 논의하였다. 12월 국내로 돌아온 신숙은 1947년 3월 동북한인교민대표 자격으로 '재만 동포의 구출 및 재산반환 교섭'을 촉구하는 청원서를 과도입법의원에 제출했다. 그리고 4월엔 김규식의 권유로 입법위원이 되었고, 한인동포 귀환을 위해 조사단을 구성했다. 1947년 6월, 신숙은 천도교보국당 대표로 좌우합작위원회 위원으로 선임되었으며, 1948년 3월에는 민족자주연맹 중앙상무위원으로 선출되었다. 그리고 4월 11일 김구, 김규식과 함께 연락원자격으로 평양 남북연석회의에 참석하여 남북분단 저지를 위하여 노력하였다.
1948년 신숙은 천도교 중앙총부 도사로 추대되었고, 만화회를 조직하여 위원장으로 종교활동에 진력했다. 6.25 당시 부산으로 피신한 후 천도교 보국연맹을 결성하여 위원장으로 선임되었고, 월남한 천도교인 수습과 조직 발전을 위해 각 지방에 지부를 조직하였다.
1957년 동학회를 조직하여 고문을 맡았으며, 1960년 위원장으로 추대되었다.
1958년 3월 천도교 이념에 입각하여 동학당 결성 준비위원회가 구성되었고, 대표위원으로 추대되어 창당을 준비했지만, 중단되었다.
1960년 4.19 이후 국민각계비상대책위원회 부의장으로 추대되었고, 7.29 총선에서 철원지역에 무소속으로 출마했으나 낙선했다.
1967년 11월 22일 오후 3시 15분 서울 강북구 가희동 자택에서 향년 81세를 일기로 사망했다. 이후 강북구 우이동의 북한산 기슭에 안장되었다.

## 사후
- 대한민국 정부는 고인의 공훈을 기리기 위하여 1963년 건국훈장 독립장을 추서하였다.
- 신숙 (885∼1967) 2002년 11월 이달의 독립운동가 보관됨 2018-03-17 - 웨이백 머신

## 참고 자료
- 국가보훈처 독립유공자 공훈록

1. ↑  한국민족문화대백과사전